# Radu Negru (okręg Ardżesz)
Radu Negru – wieś w Rumunii, w okręgu Ardżesz, w gminie Călinești. W 2011 roku liczyła 632 mieszkańców.